# 49-я Македонская дивизия
49-я Македонская дивизия НОАЮ (сербохорв. 49. македонска дивизија НОВЈ / 49. makedonska divizija NOVJ, макед. Четирисет и деветта дивизија на НОВЈ) — военное подразделение НОАЮ, участвовавшее в Народно-освободительной войне Югославии. Участвовала в освобождении Македонии от немецкой оккупации.

## История
Образована 10 сентября 1944 года в селе Црновец около Битолы на основе 5-й и 7-й македонских бригад, а также Битолско-Преспанского партизанского отряда. В начале октября 1944 года реорганизована: в состав включены 2-я македонская бригада и Костурско-Леринский батальон «Гоче». Подчинялась 15-му македонскому армейскому корпусу. Численность: 4200 солдат и офицеров.
Участвовала в боях за Македонию: ею был взят Прилеп. После взятия Прилепа в составе бригады вместо 2-й появилась 9-я македонская бригада, а также вошла 1-я эгейская бригада. Сражалась за дороги Флорина — Битола, Охрид — Ресен — Битола — Прилеп, пыталась задержать отступающую из Греции группу армий «E». В декабре 1944 года пополнена 6-й, 9-й и 11-й македонскими ударными бригадами и 1-й македонской артиллерийской бригадой.

## Структура
До октября 1944 года:
- 5-я Македонская ударная бригада
- 7-я Македонская ударная бригада
- Битолско-Преспанский партизанский отряд

Октябрь — декабрь 1944 года:
- 2-я Македонская ударная бригада
- Костурско-Леринский батальон «Гоче»
- 9-я Македонская ударная бригада
- 1-я Эгейская ударная бригада

Декабрь 1944 года:
- 6-я Македонская ударная бригада
- 9-я Македонская ударная бригада
- 11-я Македонская ударная бригада
- 1-я Македонская артиллерийская бригада

## Штаб командования
- Васко Карангелевский — командир
- Лазарь Калайджийский — заместитель командира
- Гёре Симакоский — политрук (с 6 октября 1944)[1]
- Гёре Дамевский — политрук батальона
- Владимир Стрезовский — начальник штаба